# Hendrik Goeman Borgesius
Hendrik Goeman Borgesius, né le 11 janvier 1847 à Schildwolde, Slochteren et mort le 18 janvier 1917 à La Haye, est un homme politique néerlandais. Il a été député et ministre.

## Biographie

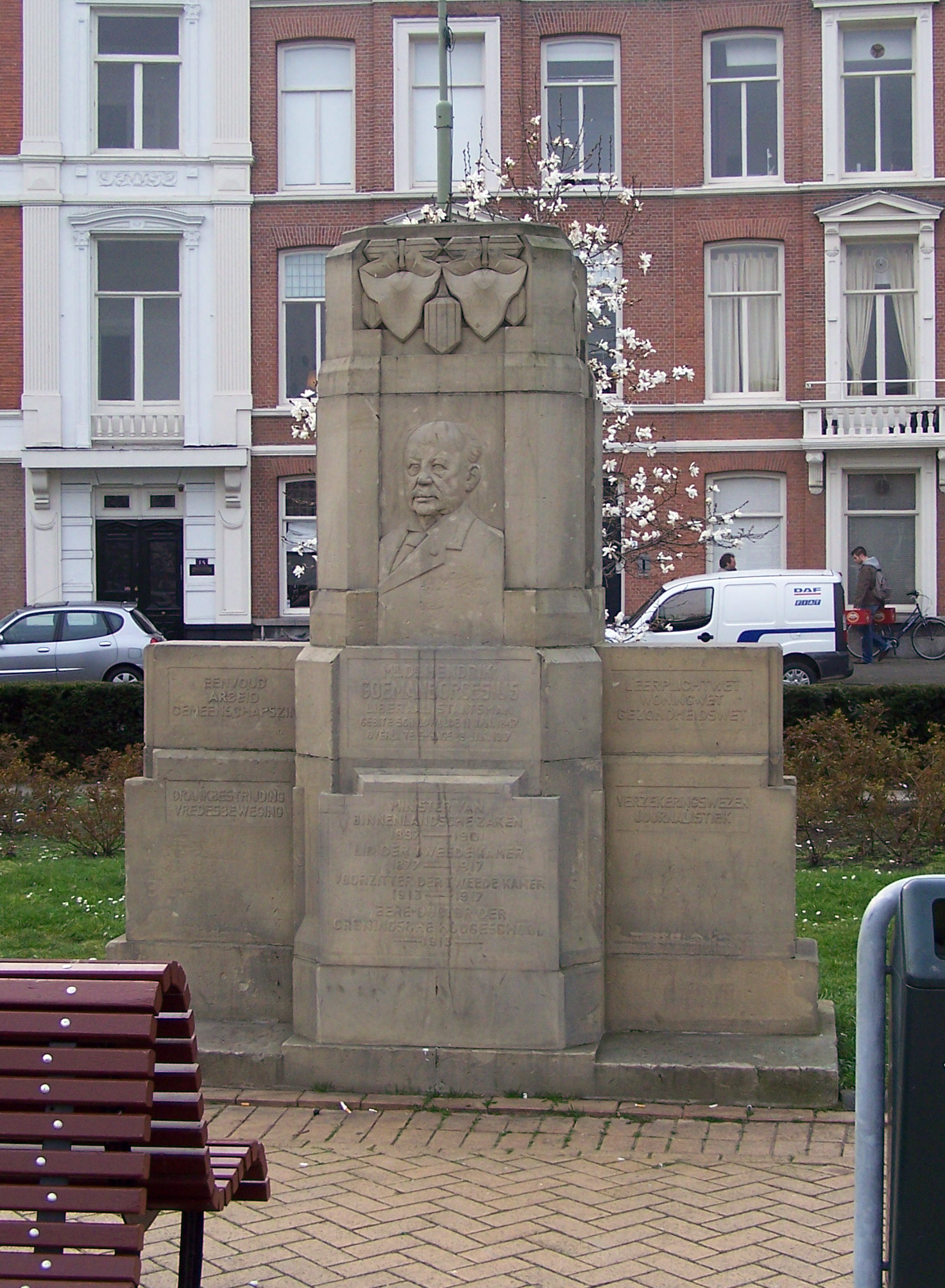
Monument Hendrik Goeman Borgesius, Prins Hendrikplein à La Haye (J. C. Altorf, 1924).

Il est le fils d'un médecin de Bellingwolde. Il fait ses études en étant interne à Ootmarsum, puis étudie la théologie durant une année, avant de s'orienter vers des études de droit romain, à l'université de Groningue, où il obtient son diplôme en 1868. Il est enseignant à l'école secondaire de Sneek (1868-1870) puis d'Arnhem ((1870-1871), puis il est rédacteur en chef du journal Het Vaderland à La Haye (1871-1877). Il devient membre de la Seconde Chambre des États généraux de 1877 à 1894, dans la circonscription de Winschoten, Veendam, Zutphen, Enkhuizen, Rotterdam et, enfin, Emmen. En 1885, il devient le leader de l'Union libérale (en néerlandais, Liberale Unie). Il est ministre de l'Intérieur de 1897 à 1901, et président de la Seconde Chambre du 17 septembre 1913 au 18 janvier 1917. Il est ensuite nommé au Conseil d'État.

## Distinctions
- L'université de Groningue lui a conféré un doctorat honoris causa en médecine en reconnaissance à l'égard de ses travaux en matière de santé publique.